# Lago Pangodi
O Lago Pangodi é um lago na paróquia de Kambja, condado de Tartu, na Estónia.
A área do lago é de 93.3 ha (231 acres) e a sua profundidade máxima é de 11.1 m (36 ft).